# Ajimez

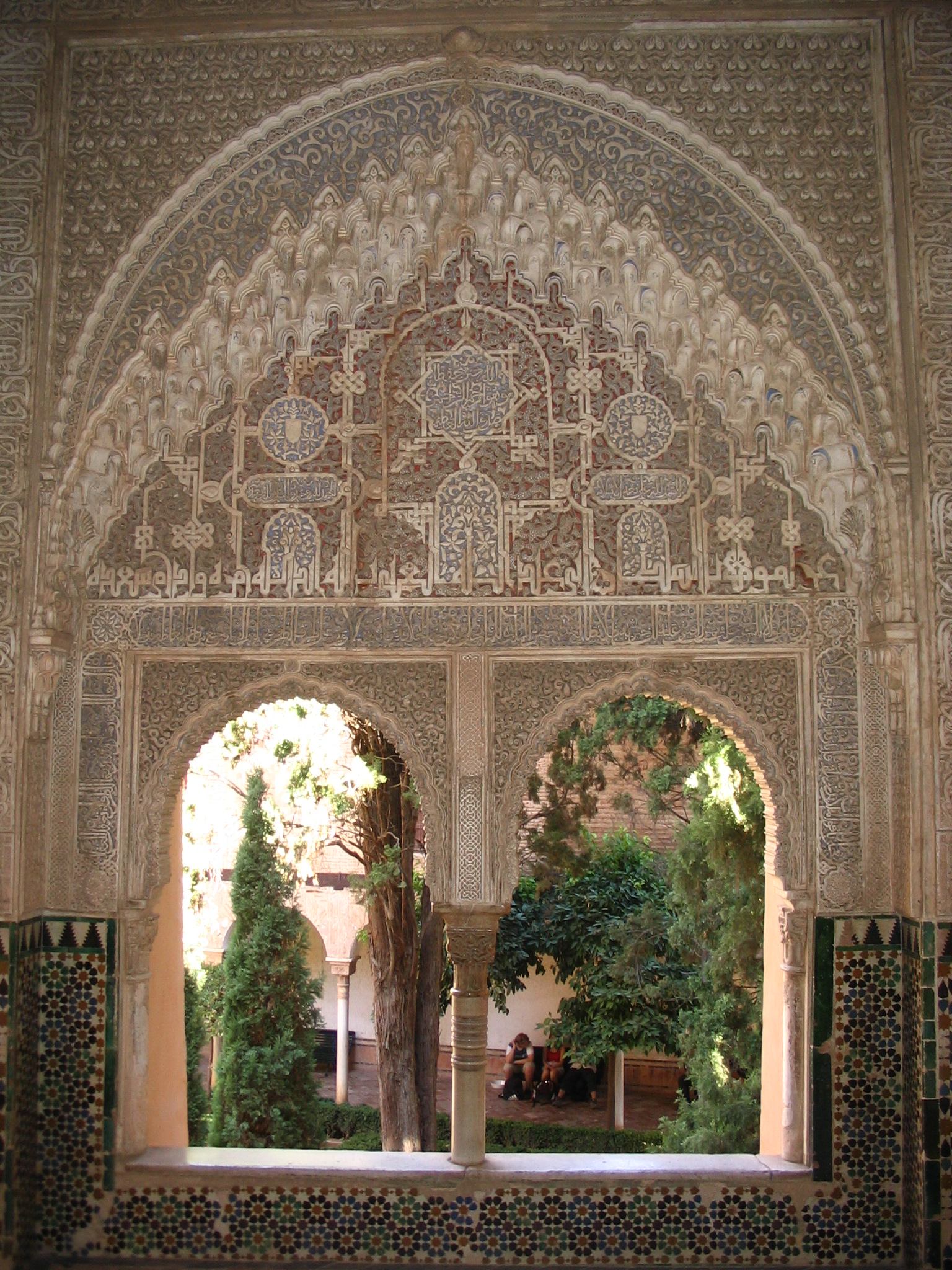
Ajimez-Fenster in der Alhambra, Granada

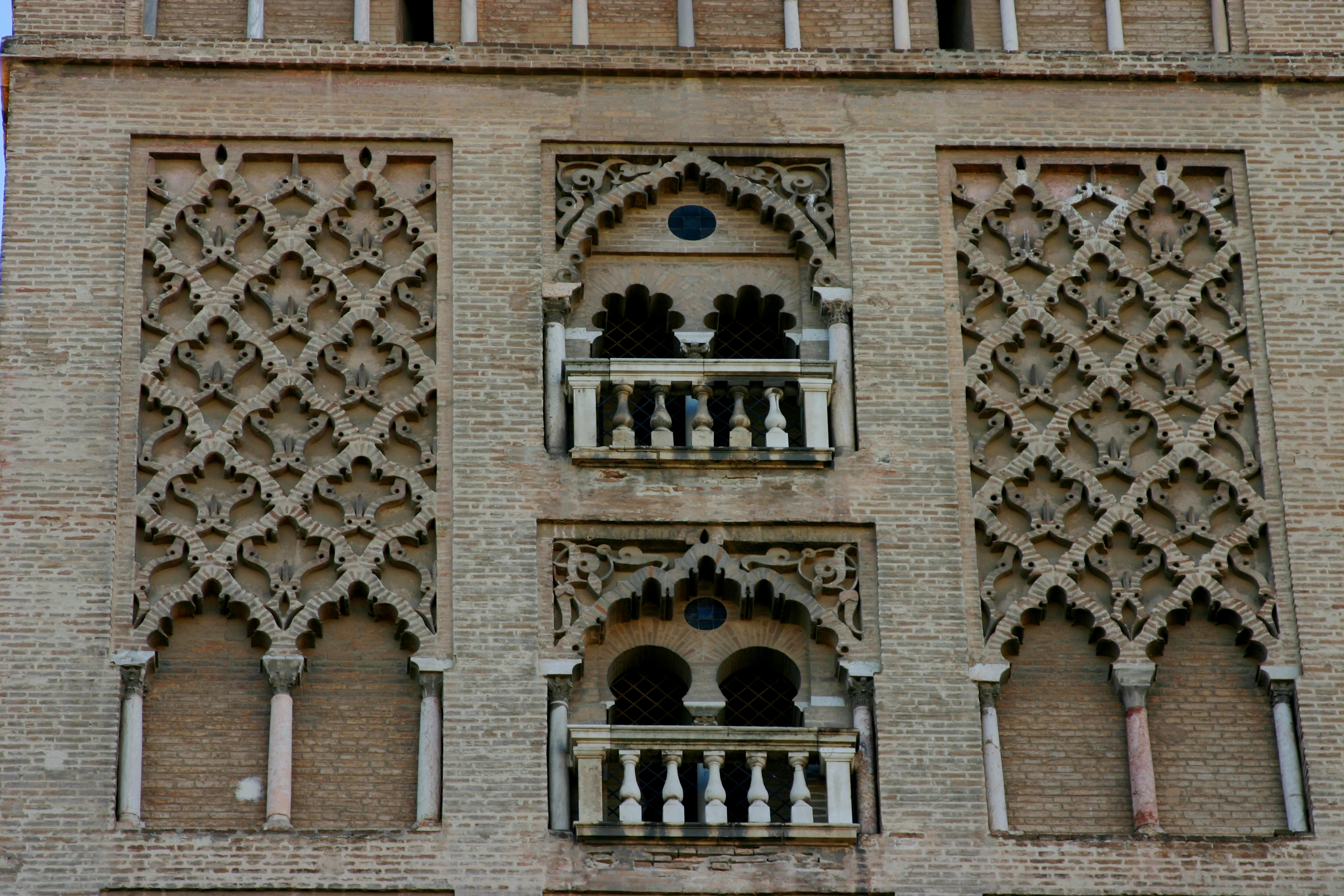
Ajimez-Fenster mit Alfiz-Rahmung an der Giralda, Sevilla

Unter dem vor allem in Spanien gebräuchlichen Begriff Ajimez versteht man ein für den Maurischen Stil typisches Zwillingsfenster (Biforium), bei dem zwei gleich große, nebeneinander liegende und von einer Mittelstütze getrennte Fenster oder Fensteröffnungen durch eine gemeinsame Rahmung oder Bekrönung zu einer Einheit zusammengefasst werden. Bei vielen Ajimeces tritt die eigentliche Belichtungsfunktion gegenüber einer dekorativen bzw. ornamentalen Außen- und/oder Innenwirkung zurück.

## Etymologie
Der Begriff Ajimez ist auf das arabische Lehnwort aš-šammīs zurückführen; dieses ist eine Ableitung des arabischen Wortes šams („Sonne“). Die Real Academia Española übersetzt aš-šammīs mit lo expuesto al sol („das der Sonne ausgesetzte“).

## Geschichte
Derartige gekuppelte Fenster oder Blendfenster reichen bis in die Spätantike zurück; eine wichtige Rolle spielen sie seit der frühchristlichen Architektur. Frühbeispiele finden sich in der Fassade der spätantiken Kirche Sant’Apollinare Nuovo in Ravenna (der Turm ist später) und auf anderen Monumenten derselben Zeit in dieser Stadt. In der byzantinischen Architektur werden „Triforien“ häufiger als „Biforien“ verwendet. In der westlichen vorromanischen Architektur des Frühmittelalters andererseits sind die „Biforien“ häufiger. Man begegnet ihnen zum Beispiel in den westgotischen und präromanischen Kirchen Asturiens (z. B. Oviedo) und Galiciens. Sie finden sich in der Romanik und noch häufiger dann in der Gotik. Eine besondere Rolle spielen sie im Maurischen Stil und im Mudéjarstil auf der Iberischen Halbinsel.
Selbst die seit dem Spätmittelalter, in der Renaissance und im Barock auftretenden Rechteckfenster mit steinernem Fensterkreuz können als bogenlose späte Nachfolger einfacher Biforienfenster angesehen werden.

## Beispiele
Frühchristliche und byzantinische Architektur

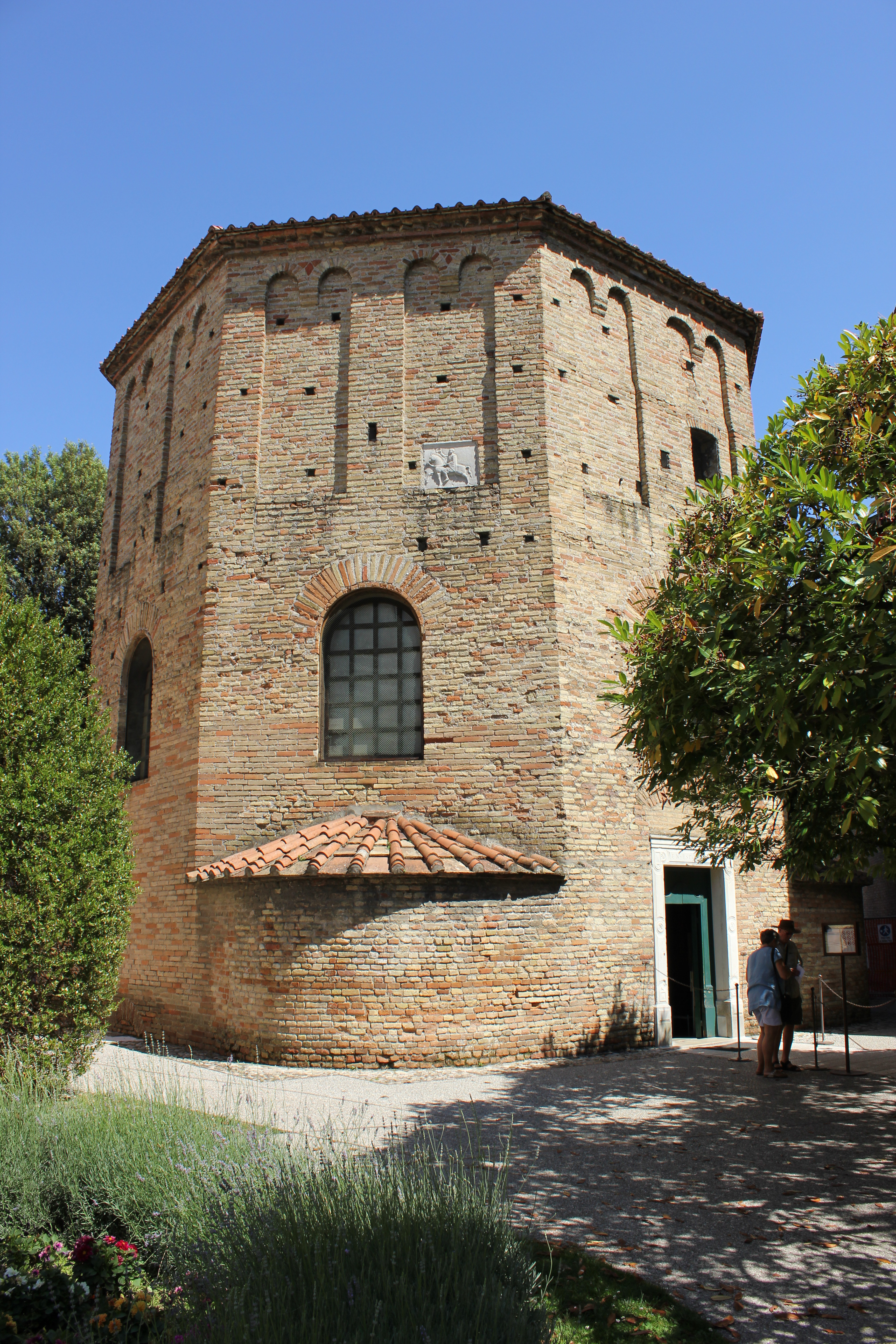
Baptisterium der Kathedrale, Ravenna, Italien (5. Jh.)
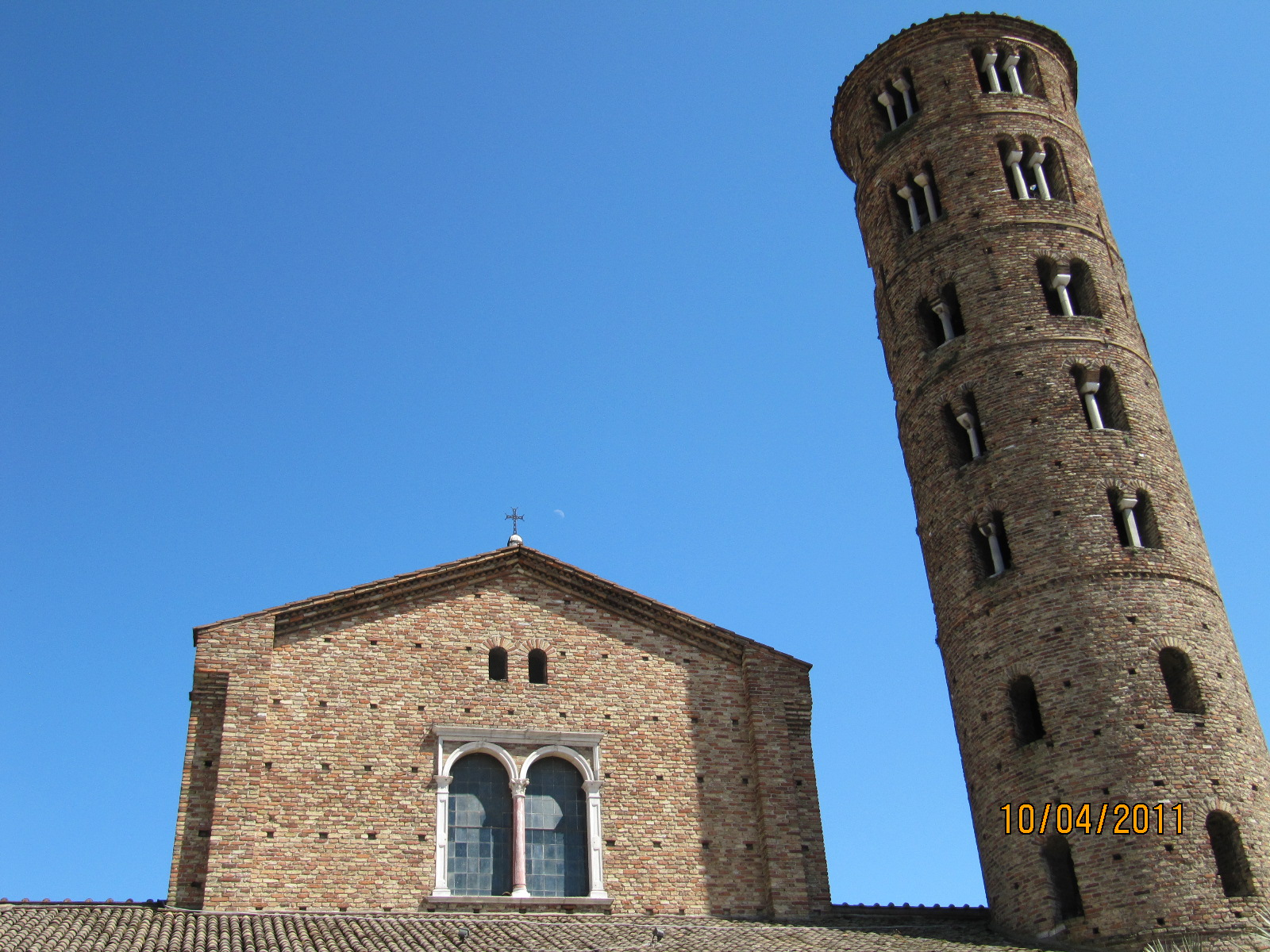
Sant’Apollinare Nuovo, Ravenna, Italien (um 500)
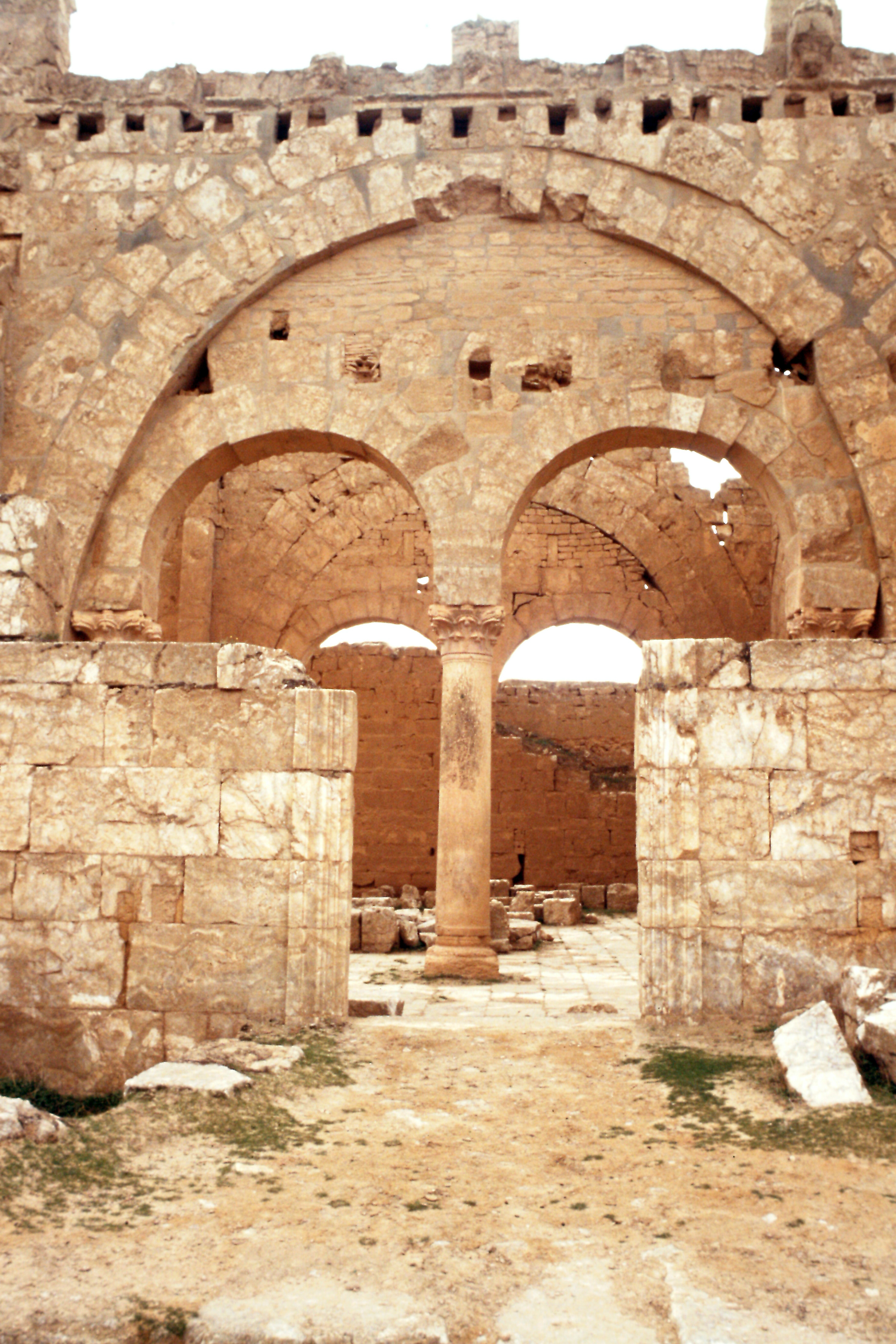
Basilika A von Sergiopolis, Syrien (5. Jh.)
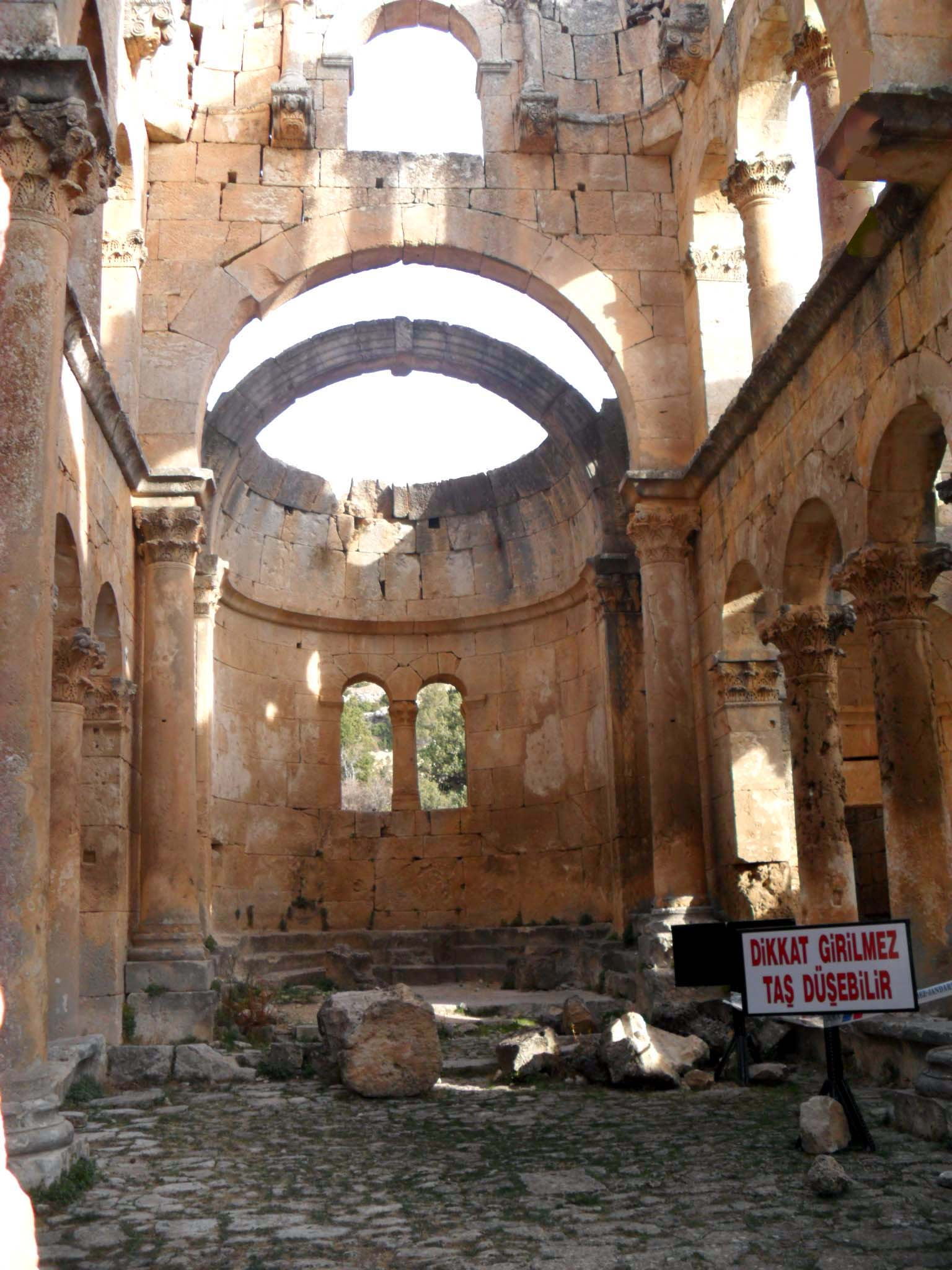
Alahan-Kloster, Türkei (5. Jh.)
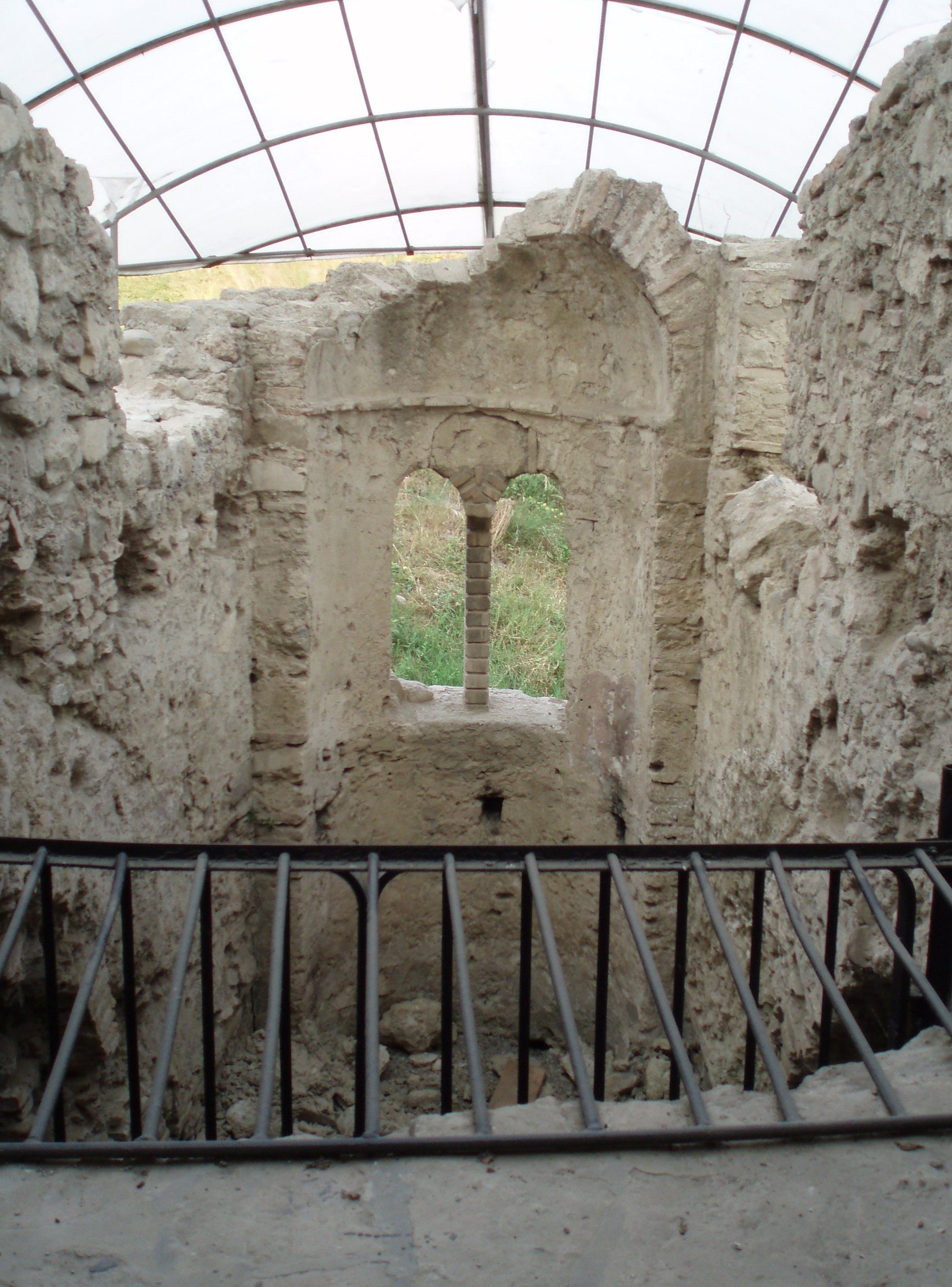
Basilika im Amphitheater von Durrës, Albanien (6. Jh.)
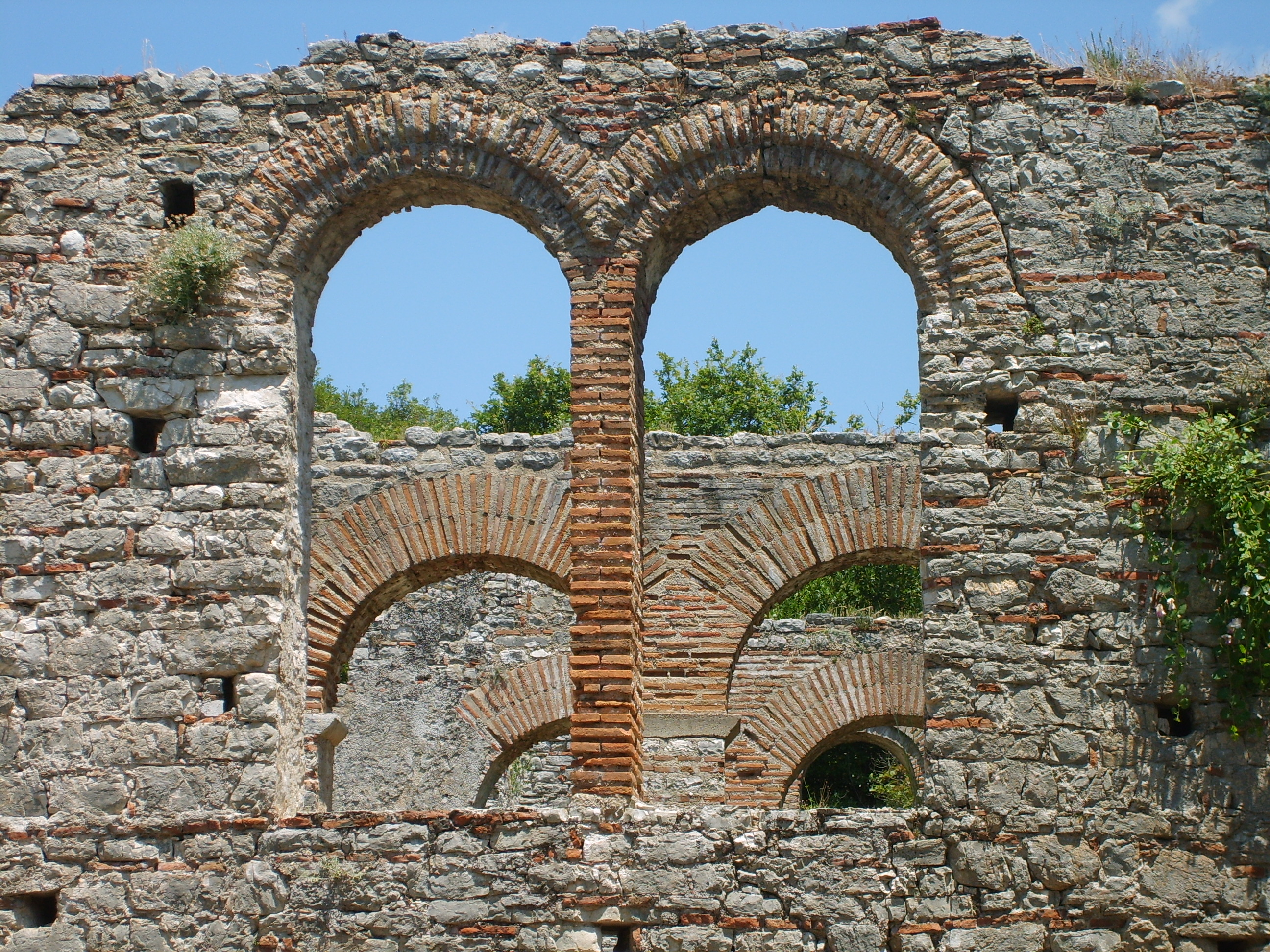
Basilika von Butrint, Albanien (6. Jh.)
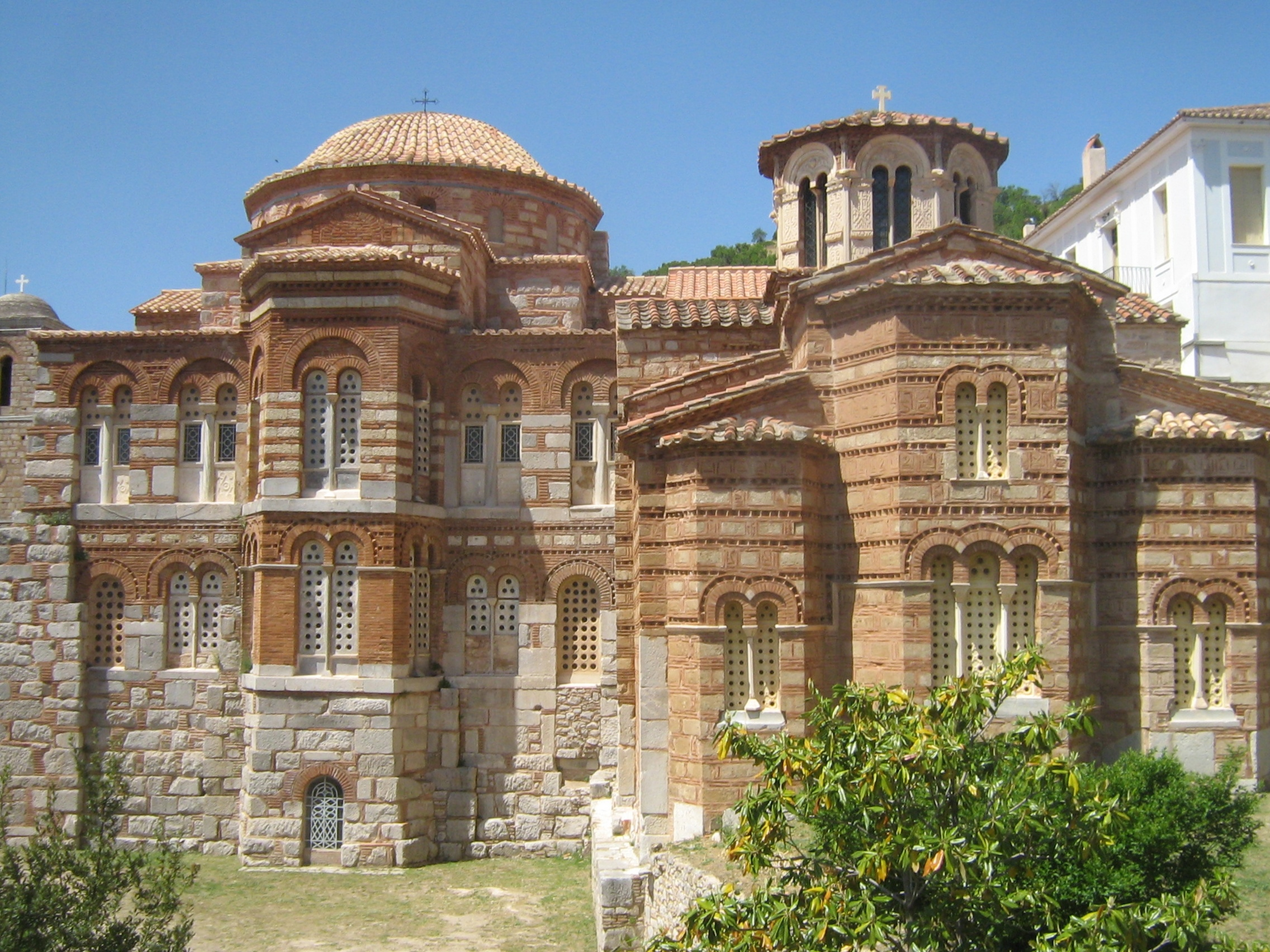
Kloster Hosios Lukas, Griechenland (11. Jh.)

Vorromanische Architektur

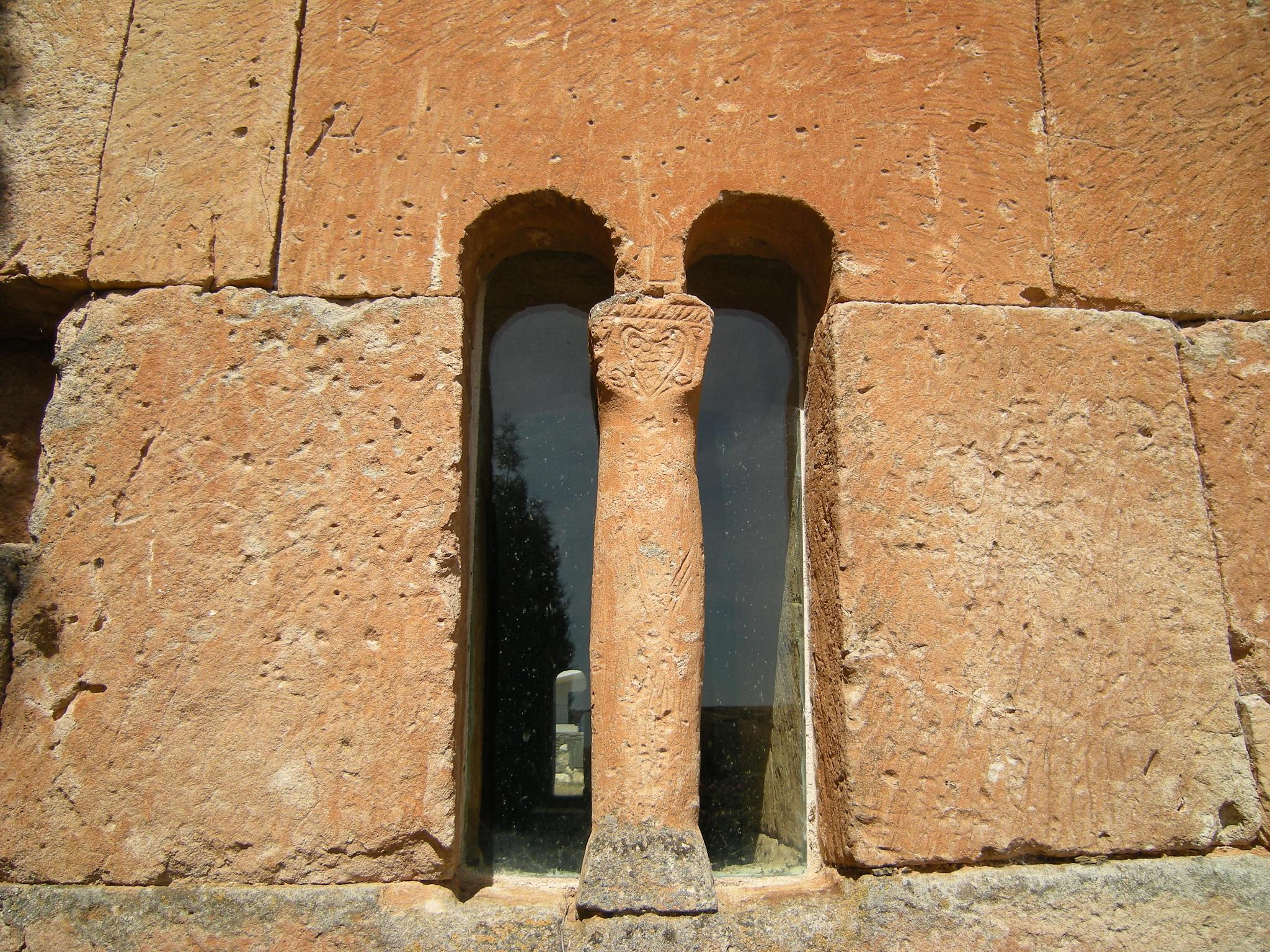
San Pedro de la Nave, Kastilien (um 700)
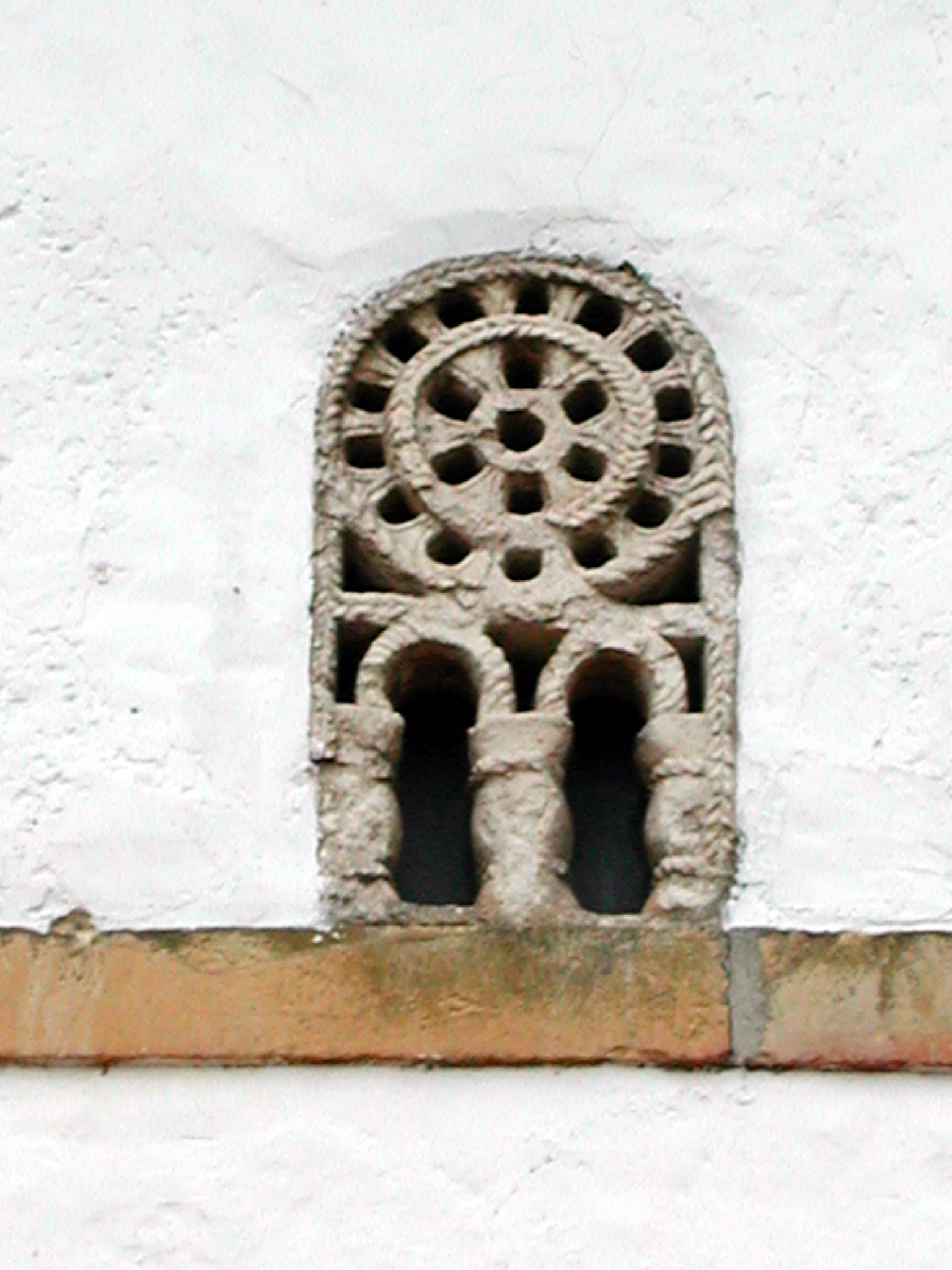
San Miguel de Villardeveyo, Llanera (Asturien) (9. Jh.)
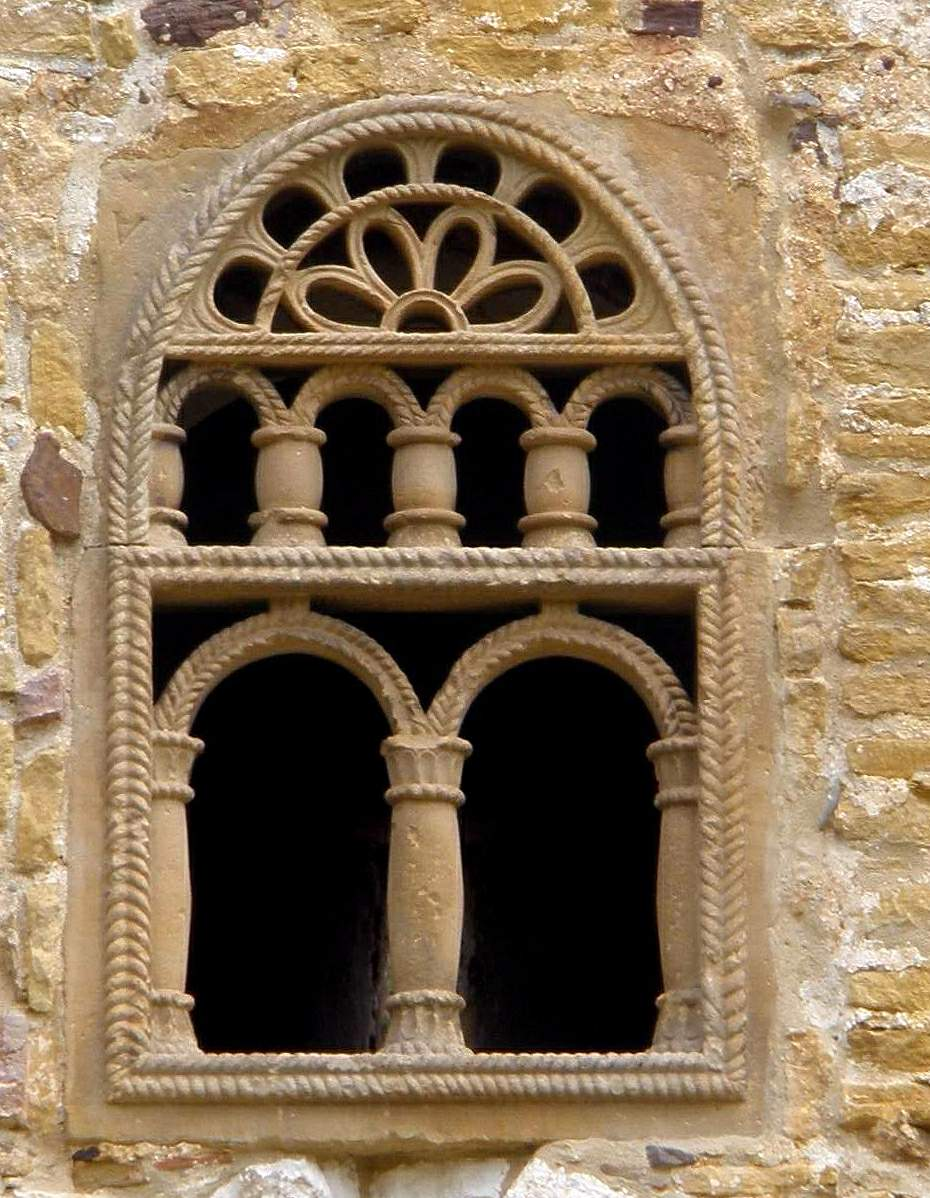
San Miguel de Lillo, Oviedo, Asturien (um 850)
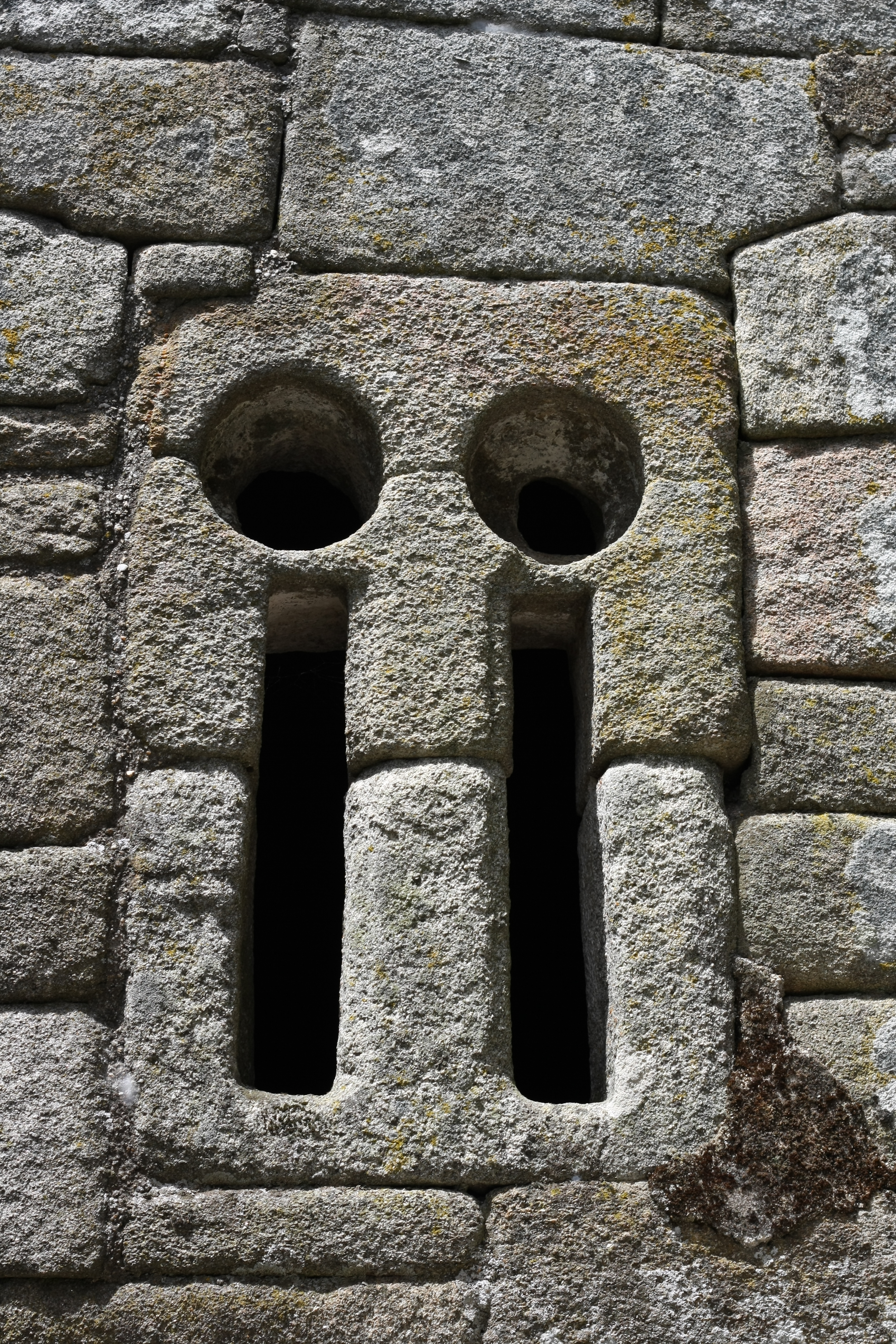
Santa Eufemia de Ambía, Galicien (10. Jh. oder früher)
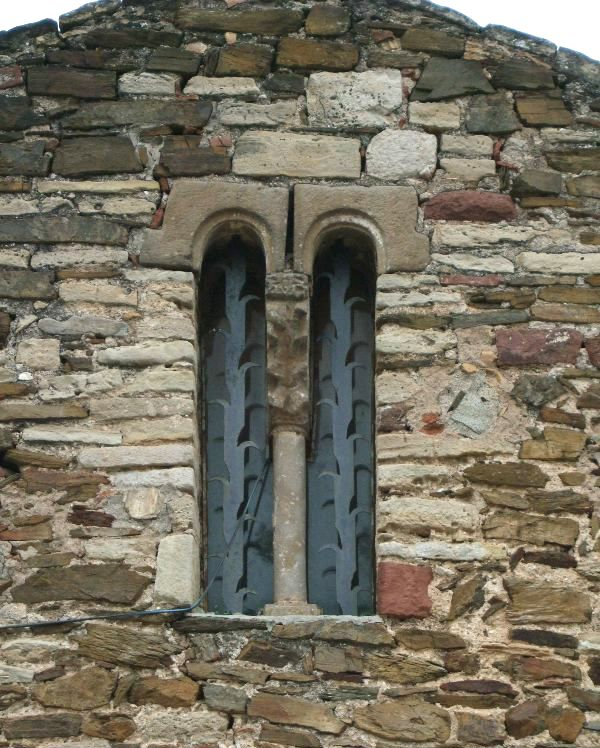
Ermita de la Salut (El Papiol), Katalonien (11. Jh.)

Romanik und Gotik

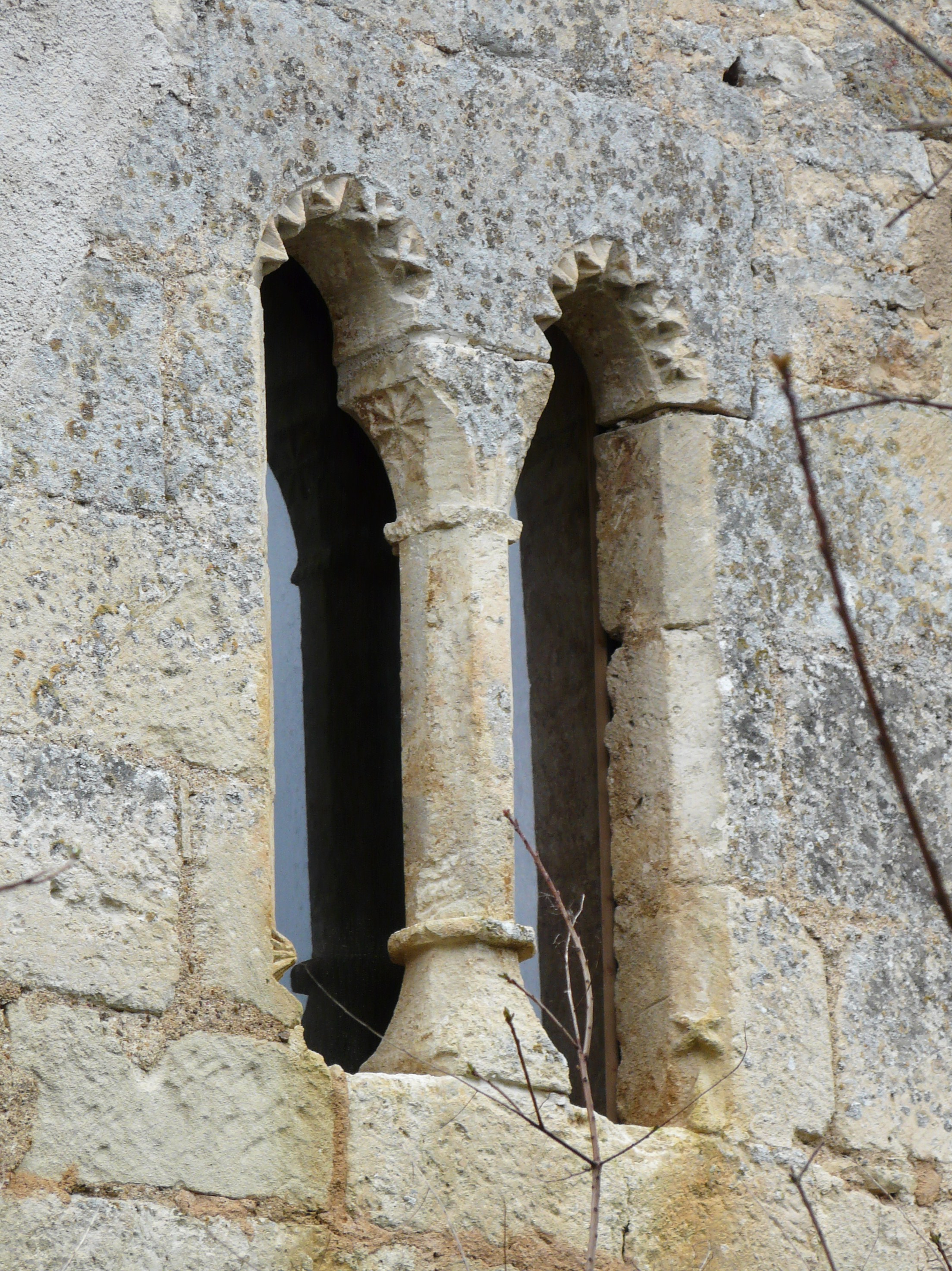
Kirche Saint-Vivien, Paussac, Dordogne (um 1100)
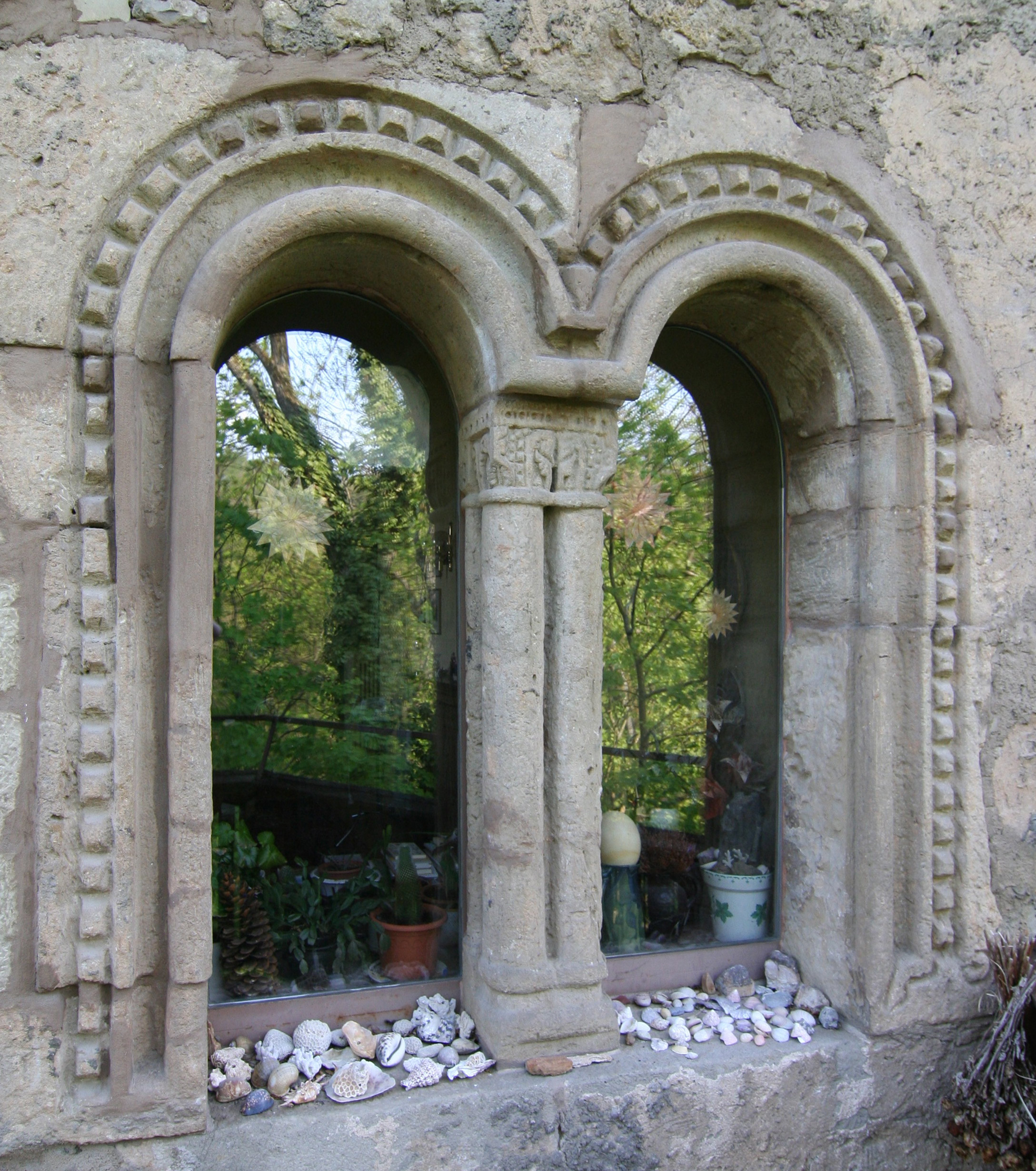
Burg Hornberg (Neckarzimmern), Baden-Württemberg (um 1200)
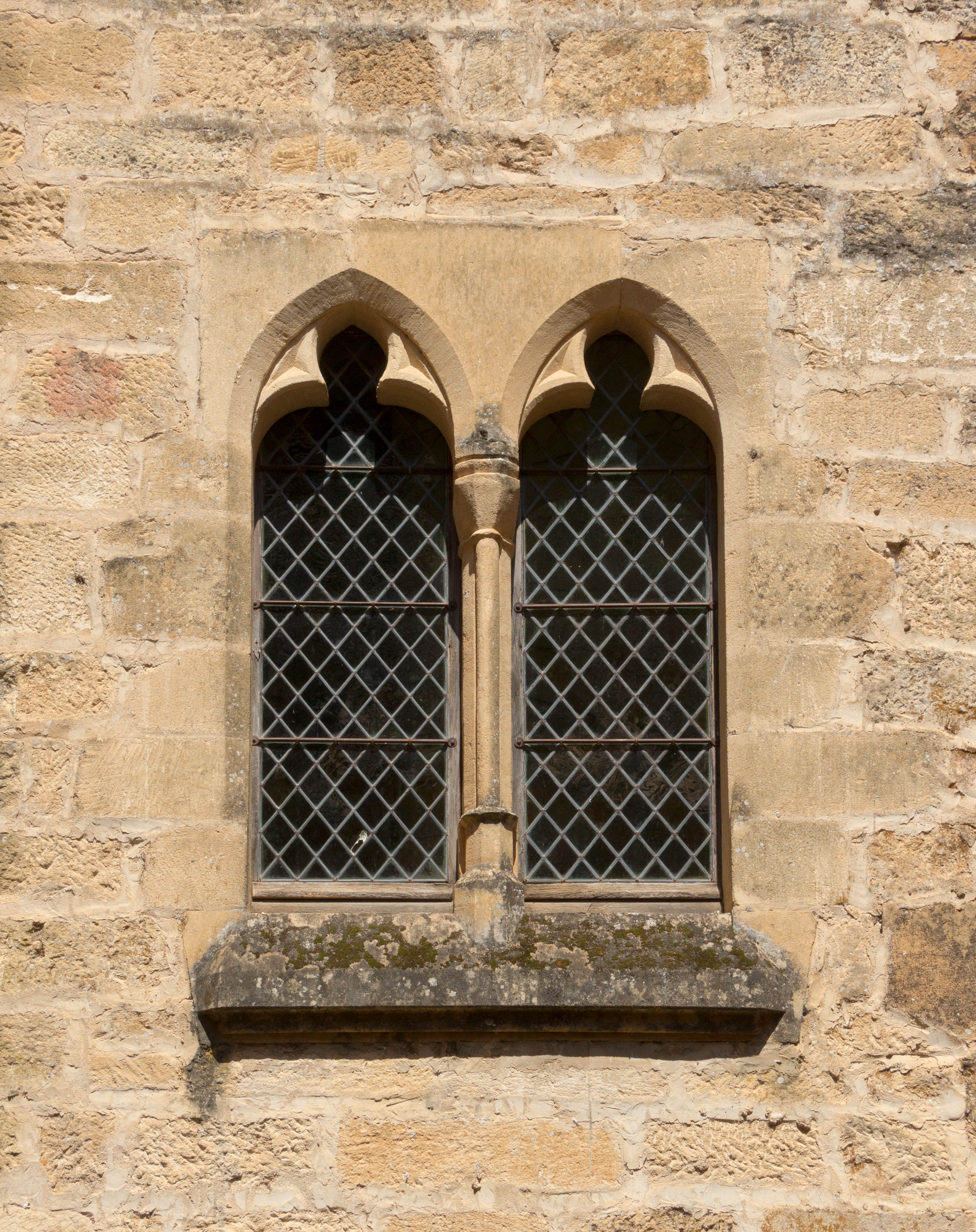
Château de Beynac, Dordogne (um 1200)
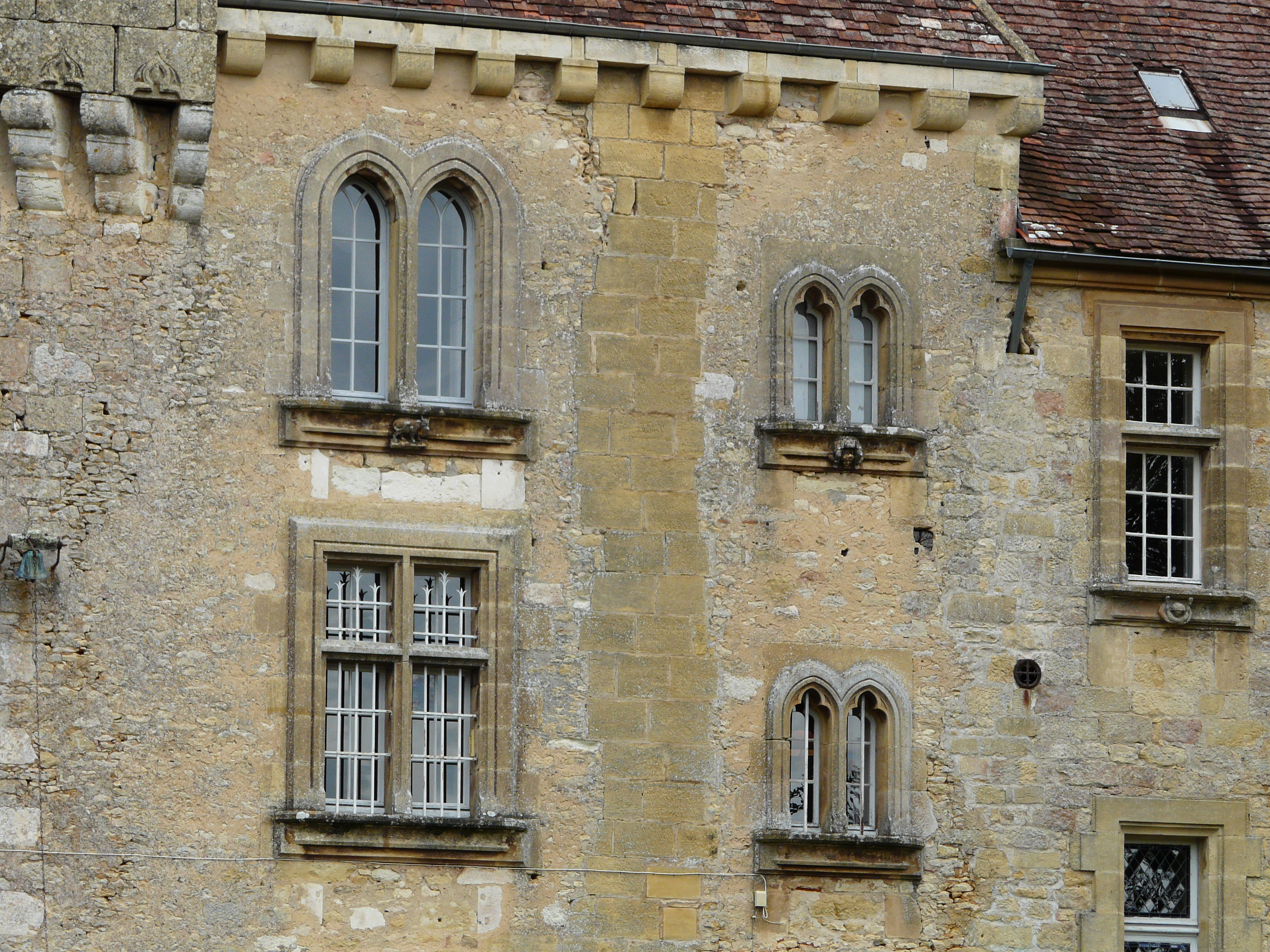
Château de Monsec, Mouzens, Dordogne (um 1300)
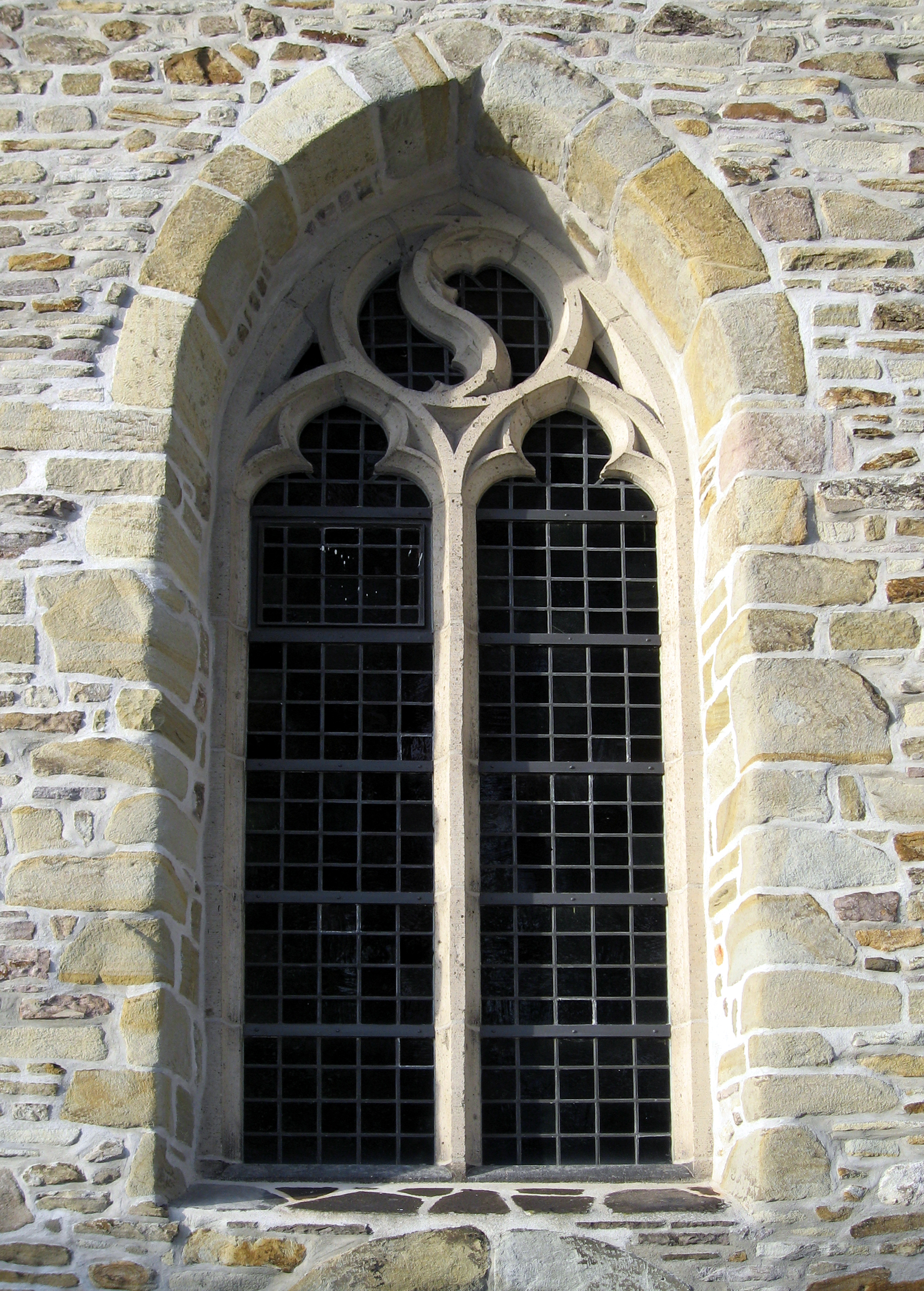
Stiepeler Dorfkirche, Bochum (um 1480)